# Estanislao Abarca y Fornes
Estanislao Abarca y Fornes (Santander, Cantabria, 1880-Santander, 7 de abril de 1950) fue un empresario español.

## Biografía
Natural de Santander, Estanislao Abarca destacó por ser el impulsor de algunas de las empresas más importantes de la región. Tuvo un papel decisivo en la fábrica de loza Ibero Tanagra, cuyo consejo de administración presidió. Formó parte también de los consejos de administración de Electra de Viesgo, Electro-Metalúrgica de El Astillero, Sociedad Anónima José María Quijano, la madrileña Mercados y Edificios Públicos, Hidroeléctrica del Chorro, Saltos del Nansa, etc. Fue también
vicepresidente del Banco Santander.
Su interés por el arte le llevó a formar parte de las juntas directivas de asociaciones culturales como la Sociedad Menéndez y Pelayo, el Patronato de las Cuevas de Altamira o la Sociedad Filarmónica del Ateneo de Santander. Destacó también por su afición a la música y por su destreza con el violín.
De ideología maurista, fue concejal en el Ayuntamiento de Santander.
En cuanto a su vida personal, se casó con Luz Quijano de la Colina (hija del empresario torrelaveguense José María Quijano Fernández-Hontoria), con quien no tuvo descendencia. Fue tío de la escritora Elena Quiroga.
Falleció en su ciudad natal en 1950, a los 70 años.